# Casa de Chester A. Arthur
La Casa de Chester A. Arthur (en inglés: Chester A. Arthur Home) es una casa histórica ubicada en Nueva York, Nueva York. La Casa de Chester A. Arthur se encuentra inscrita como un Hito Histórico Nacional en el Registro Nacional de Lugares Históricos desde el 15 de octubre de 1966. Fue la residencia del vigésimo primer presidente de los Estados Unidos Chester A. Arthur. 

## Ubicación
La Casa de Chester A. Arthur se encuentra dentro del condado de Nueva York en las coordenadas 40°44′34″N 73°58′57″O / 40.742778, -73.9825.